# Daniele Padelli
Daniele Padelli (Lecco, 25 de Outubro de 1985) é um futebolista italiano que atua como Goleiro. Atualmente, joga pela Udinese.

## Carreira

### Inicio
Padelli começou a carreira de jogador no clube Delebio da Segunda Divisão, time da Valtellina. Se transferiu para o Lecco em 2001 e para Como no ano seguinte. Em 2004, ele foi transferido para a Sampdoria, jogando pelo time juvenil da Primavera, antes de ser emprestado para o Pizzighettone na Série C (33 partidas com 29 gols sofridos) e depois para o Crotone (uma partida, 2 gols sofridos).

### Liverpool
Em 12 de janeiro de 2007, Padelli foi emprestado ao Liverpool, clube da Premier League, por toda a temporada, com a opção de poder assinar em definitivo. Na conclusão do negócio, o treinador do Liverpool, Rafael Benítez, disse: "Ele é um jovem bom goleiro que foi convocado para a seleção. Padelli nos dará uma boa opção para o futuro. O fato de estar novamente com a seleção nacional sub-21, diz que estamos contratando um jogador muito bom."

### Internazionale
Padelli foi contratado pela Internazionale em meados de 2017. Foi relatado que Padelli já havia concordado com um acordo em maio, a fim de ingressar formalmente no clube como agente livre no dia 1º de julho. Padelli e Tommaso Berni assinaram um novo contrato, de 1 ano, em 28 de junho de 2019.
Em 2 de fevereiro de 2020, Padelli fez sua primeira aparição na Serie A, pela Internazionale, em uma partida fora de casa contra a Udinese, em uma vitória por 2-0 no Dacia Arena. Padelli tornou-se a primeira opção de goleiro, devido à lesão de Samir Handanovič.

## Títulos
Internazionale
- Campeonato Italiano: 2020–21[9]